# St. Mariä Empfängnis (Langbroich)

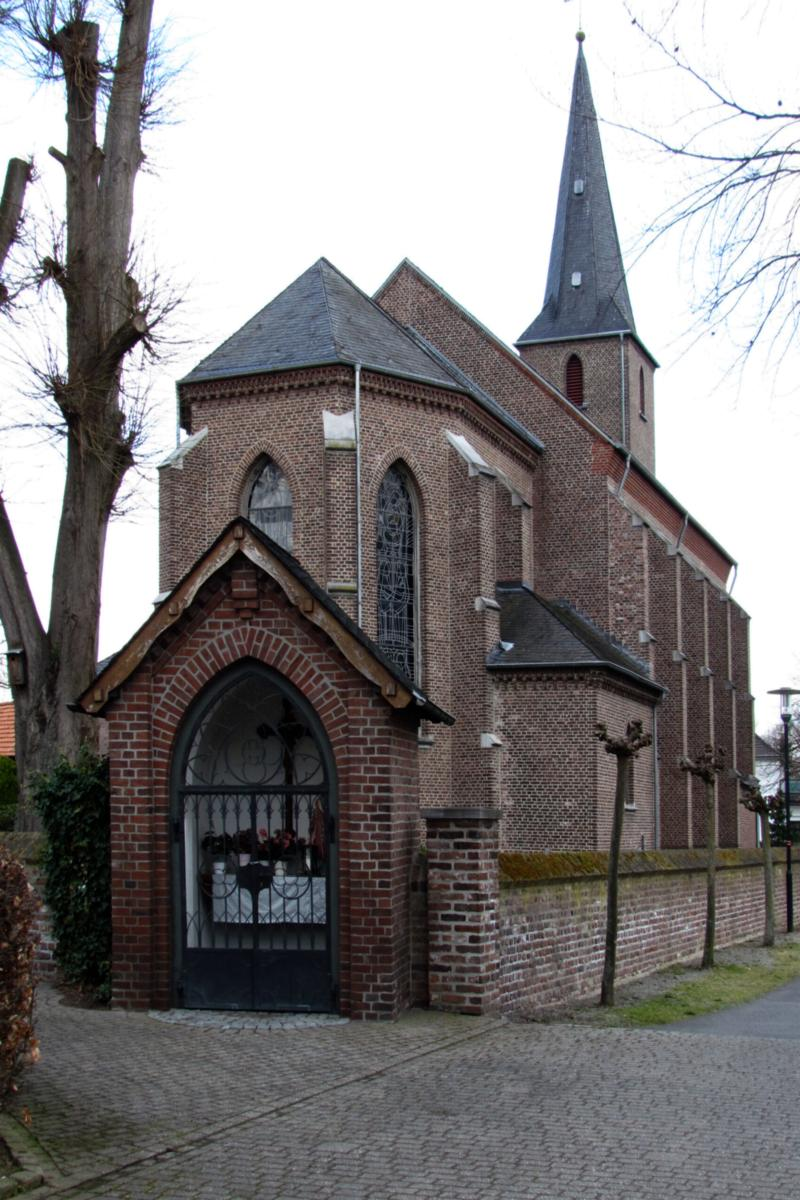
St. Mariä Empfängnis in Langbroich

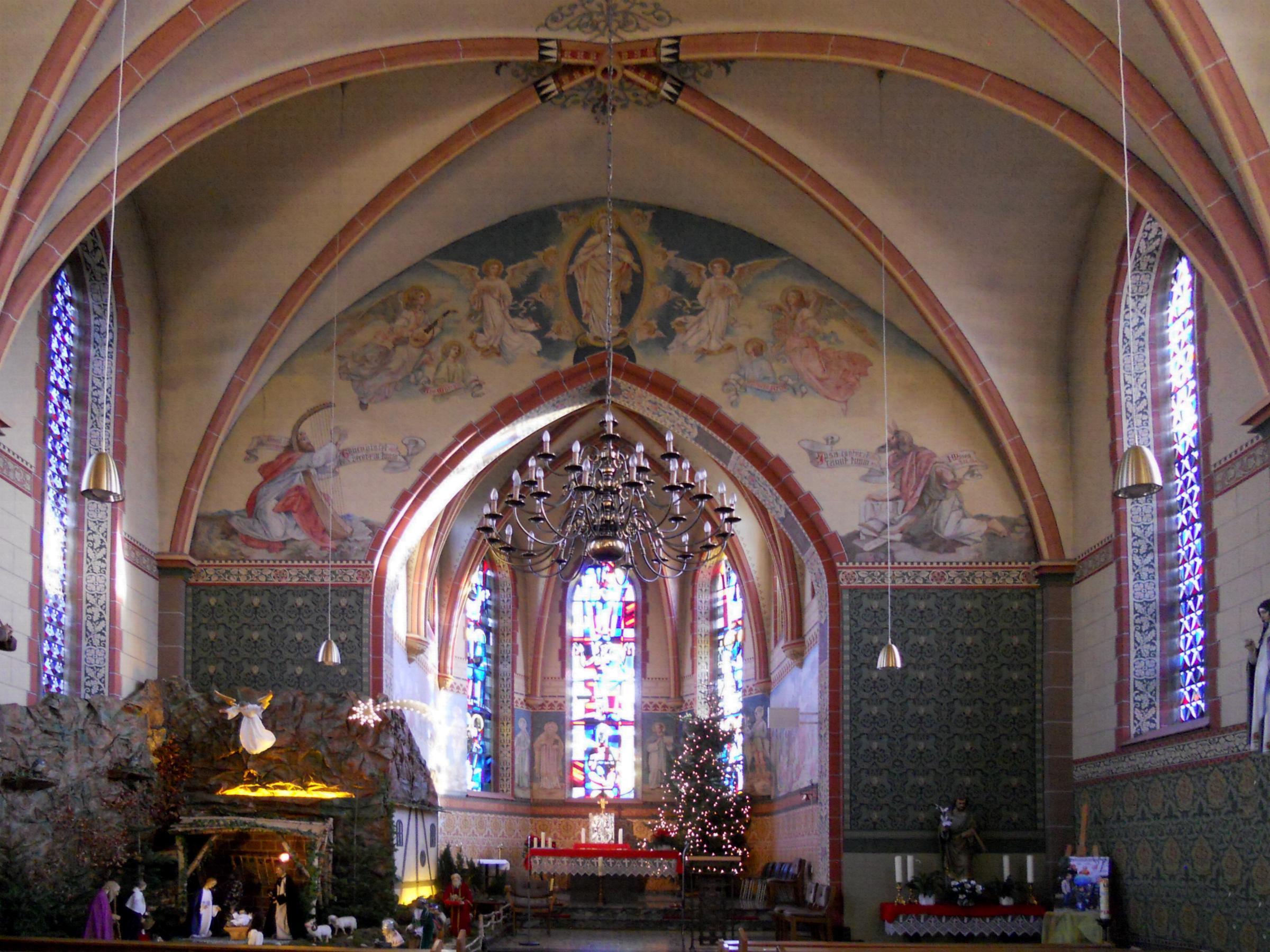
Innenraum

St. Mariä Empfängnis ist eine römisch-katholische Pfarrkirche in Langbroich, einem Ortsteil von Gangelt im Kreis Heinsberg in Nordrhein-Westfalen. 
Sie ist unter Nummer 44 in die Liste der Baudenkmäler in Gangelt eingetragen, steht unter dem Patronat der Unbefleckten Empfängnis und wurde zwischen 1855 und 1857 nach Plänen von Bernhard Friedrich Seyffarth errichtet.
Zur Pfarre zählt neben Langbroich auch das Nachbardorf Harzelt.

## Geschichte
Langbroich gehörte ursprünglich zur Pfarre Gangelt und verfügte über kein eigenes Gotteshaus. So mussten die Bewohner Langbroichs sowie des benachbarten Harzelts zum Gottesdienst nach Gangelt gehen. 
1852 richteten die Bewohner Langbroichs und Harzelt ein gemeinsames Gesuch an den Erzbischof von Köln zur Errichtung einer eigenständigen Pfarrei sowie zum Bau einer eigenen Kirche. Das Gesuch wurde seitens des Erzbischofes positiv beschieden, sodass die Planungen vorangetrieben werden konnten. Es wurde Bauland für die neue Kirche gestiftet und Gelder zum Bau der neuen Kirche gesammelt. 1854 beauftragte der damalige Bürgermeister von Gangelt, Hermann Joseph Claessen 1854 den Aachener Landbaumeister Bernhard Friedrich Seyffarth mit den Planungen der Kirche. Am 8. Dezember 1855 wurde zunächst durch den Kölner Erzbischof die Pfarre Langbroich errichtet, am 26. Dezember 1855 fand die feierliche Grundsteinlegung statt. 1857 war die heutige Pfarrkirche fertiggestellt und wird seitdem genutzt. Die Kirchweihe fand am 7. August 1859 statt.
Die Schäden aus dem Zweiten Weltkrieg konnten bis 1950 behoben werden, 1969 bis 1971 fand eine grundlegende Restaurierung statt.

## Baubeschreibung
St. Mariä Empfängnis ist eine einschiffige und vierjochige Saalkirche aus Backsteinen im Stil der Neugotik mit eingezogenem, fünfseitig geschlossenem Chor im Osten und vorgebautem Glockenturm im Westen. Der Innenraum wird von Kreuzrippengewölben überspannt, die Fenster besitzen zweibahniges Maßwerk.

## Ausstattung
Der Innenraum wurde 1903 durch den Künstler Kaspar Mainz vollständig ausgemalt. Diese Ausmalung wurde 1987/1990 wiederhergestellt und restauriert. Weiterhin befinden sich in der Kirche Heiligenfiguren sowie die 14 Kreuzwegstationen aus der Bauzeit. Die Orgel ist ein Werk der Aachener Orgelbaufirma Karl Kamp aus dem Jahr 1955. Die Buntglasfenster sind Werke von Johannes Beeck aus den Jahren 1961 bis 1964.

## Pfarrer
Folgende Priester wirkten bislang als Pastor an St. Mariä Empfängnis
| von – bis | Name                 |
| --------- | -------------------- |
| 1855–1868 | Hubert Schrammen     |
| 1929–1939 | Johannes Dritte      |
| 1939–1953 | Heinrich Haak        |
| 1953–1980 | Franz Thoren         |
| 1981–1988 | P. Constant Raes SMM |
| 1990–2001 | Michael Brandau      |